# Tulancingo de Bravo
Tulancingo de Bravo là một đô thị thuộc bang Hidalgo, México. Năm 2005, dân số của đô thị này là 129935 người.